# Пешачки мост у Београду на води
Пешачки мост у Београду на води, познат и као Селфи мост представља турстичку атракцију, а налази се на Савском шеталишту у оквиру Београда на води.
За посетиоце отворен је у мају 2024. године.

## Опште информације
Мост се налази у подножју Куле Београд у општини Савски венац и представља атракцију. Платформа је модуларна мостовска конструкција чија изградња представља својеврстан инжењерски подухват.
Дужина моста је 116 м, ширина се креће од 4 до 12 м, а читав мост је без ослонца у реци. Изградња је трајала три године, а отворен је након свих неопходних статистичких тестирања. Ова пешачка платформа замишљена је као проширење главног шеталишта које се издваја у лучну стазу на конструкцији изнад воде. Изграђена је од префабрикованих делова који су због специфичности локације довожени баржама и са реке подизани на привремене носаче. Конструкција моста састоји се од седам висећих челичних елемената који формирају пешачку стазу, а са носивошћу челичне конструкције од 500 килограма по м2 задовољени су сви безбедносни и функционални захтеви. Стаза на мосту прекривена је природним каменом, а за још ближи контакт шетача са реком на поду су постављени и провидни стаклени панели.